# Josep Maria Martí i Julià
Josep Maria Martí i Julià (Figueres, 1818-1897) fou un polític català, alcalde de Figueres entre 1875 i 1877.
Durant el seu mandat com a batlle es constituí el nucli original de l'actual Museu de l'Empordà. Ell i Francesc Rovira i Vilarúbia iniciaren el moviment catalanista a Figueres i, a partir del 1897, editaren el periòdic L'Almogàver. El 1888 signà el Missatge a la Reina Regent i fou designat delegat a les Assemblees de Manresa (1892), Balaguer (1894) i Olot (1895).